# Centre de design de l'UQAM
Le Centre de design de l'UQAM est un lieu de diffusion et de promotion du design situé dans le pavillon de design de l'Université du Québec à Montréal.

## Description
Depuis, 1981, le Centre de design de l'UQAM présente des expositions qui illustrent les tendances historiques, et actuelles dans les domaines du design graphique, industriel, urbain ainsi qu’en architecture, en emballage et en mode. Depuis sa fondation, les membres du centre ont réalisé plus de 350 expositions, qui présentent le travail de concepteurs locaux et internationaux, et contribue ainsi au développement d'une culture en design et au rayonnement du design québécois sur la scène local et internationale.

## Historique
En décembre 1981, grâce à la collaboration de quelques professeurs de l'École de design (Gérard Bochud, Alfred Halasa, Frédéric Metz, Gorges Frédéric Singer ainsi que France Vanlaethem alors directrice), le Centre de design ouvre officiellement ses portes sous le nom de la « Galerie design »  et présente, pour l'occasion, sa première exposition Le Werkbund allemand, entre l’art et l’industrie.
Quelques mois après sa fondation, en avril 1982, la Galerie design adopte le nom de Centre de création et de diffusion en design. Le CCDD s'installe en octobre 1984 dans la grande salle d'exposition sur la rue Sherbrooke de l'ancienne École technique de Montréal et se voit conférer son statut officiel par le Comité exécutif de l'UQAM en juin 1985. Ce n'est qu'en décembre 1987 qu'il est renommé Centre de design de l'Université du Québec à Montréal.
En septembre 1995, le Centre de design est relocalisé sur la rue Sanguinet à Montréal dans le pavillon de design conçu par l'architecte Dan Hanganu, où il dispose d'une salle d'exposition de 400 m2.

## Mandat
À ce jour, le Centre de design a accueilli de nombreux colloques et conférences et plus de 350 expositions dans les domaines de l'architecture et du design. Depuis 2015, il accueille également chaque année l'Annuel de design, un événement qui présente les travaux des étudiants finissants de l'École de design de l'UQAM.
Le Centre de design accueille des expositions internationales, mais élabore également la création de nombreuses expositions originales, dont plusieurs ont été présentées à travers le monde, notamment aux États-Unis, Mexique, Argentine, France, Belgique, Italie, Espagne, Angleterre et Chine. Ces expositions itinérantes se veulent principalement dédiées à la reconnaissance et à la promotion du design québécois. De plus, la création de ces expositions permet une synergie entre les professeurs de l’UQAM, les professionnels du domaine et les étudiants.
Chaque année, plus de 20 000 visiteurs ont accès gratuitement aux expositions régulières et itinérantes du Centre de design.

## Structure organisationnelle
Le Centre de design est rattaché administrativement au vice-rectorat à la recherche, à la création et à la diffusion de l'université (Christian Agbobli, Vice-recteur depuis 2020). La direction du Centre de design, quant à elle, est nommée par le Comité exécutif de l'Université du Québec à Montréal sur recommandation de l’Assemblée des professeurs de l’École de design. Le Centre de design est dirigé depuis septembre 2024 par Patrick Evans. La direction du Centre est assistée par un chargé de projets (Victor Bernaudon depuis 2018, qui succède à Georges Labrecque 1984-2018), qui conçoit et coordonne la production des expositions.

## Liste des expositions

### 2024- / Patrick Evans (dir.)
| Saison    | Titre de l'exposition                                            | Année                            | Commissaire / Production | Sujet |
| --------- | ---------------------------------------------------------------- | -------------------------------- | --- | --- |
|           | BUONE NUOVE / Bonnes nouvelles. Femmes architectes du changement | 13 février au 6 avril 2025       | Commissariée par Louise Pelletier; Federica Sala, commissaire invitée pour le mobilier italien (Volet québécois - UQAM) // Lisa Landrum, commissaire du volet ontarien – TMU, Toronto / Pippo Ciorra, Elena Motisi et Elena Tinacci, co-commissaires du volet itinérant – Musée MAXXI, Rome | Architecture / design d'objets                                                                                          |
|           | Coop Établi. Pluriels et Unis!                                   | 28 novembre au 8 décembre 2024   | Coop Établi | Design d'objets / design industriel                                                                                     |
| 2024-2025 | PARCOURS. 50 ans de créativité                                   | 12 septembre au 10 novembre 2024 | Commissariée par Marc H. Choko, Éric Daoust et Patrick Evans | Design graphique, design industriel, architecture et design urbain, design de mode, transport, patrimoine et événement. |

### 2018-2024 / Louise Pelletier (dir.)
| Saison    | Titre de l'exposition                                                                | Année                               | Commissaire / Production                                                                                            | Sujet                          |
| --------- | ------------------------------------------------------------------------------------ | ----------------------------------- | --- | ------------------------------ |
|           | (IN)VISIBLE : le design au prisme de l’itinérance                                    | 23 mai au 16 juin 2024              | Collectif architecture + itinérance                                                                                 | Design urbain                  |
|           | ART + TYPO                                                                           | 22 février au 14 avril 2024         | Angela Grauerholz et Robert Fones                                                                                   | Typographie                    |
|           | Design textile actuel / Textile Design Now                                           | 30 novembre 2023 au 11 février 2024 | Commissariée par Louise Pelletier, Fabienne Münch et Katharina Sand Commissaire invitée: Christina Contandriopoulos | Design textile                 |
| 2023-2024 | Artisanat industriel                                                                 | 28 septembre au 5 novembre 2023     | Commissariée par Guillaume Sasseville. Direction intérimaire du centre par Patrick Evans.                           | Design industriel et artisanat |
|           | Dumouchel : matrices et estampes                                                     | 9 février au 8 avril 2023           | Commissariée par Peggy Davis et Nicole Milette                                                                      | Art                            |
|           | Architectures en production : Visées de la préfabrication                            | 24 nov. 2022 au 22 janvier 2023     | Commissariée par Carlo Carbone                                                                                      | Architecture                   |
| 2022-2023 | Autour du dessin                                                                     | 15 septembre au 6 novembre 2022     | Commissariée par Carole Lévesque et Thomas-Bernard Kenniff                                                          | Architecture/ art              |
|           | Henning Wagenbreth: Le design graphique pour les 6 à 99 ans                          | 24 février au 10 avril 2022         | Commissariée par Marc H. Choko                                                                                      | Design graphique               |
|           | Pier Luigi Nervi. Maître concepteur/bâtisseur                                        | 25 novembre 2021 au 6 février 2022  | Commissariée par Carlo Carbone, Réjean Legault et Cristiana Chiorino                                                | Architecture                   |
| 2021-2022 | Vers un imaginaire numérique                                                         | 16 septembre au 7 novembre 2021     | Commissariée par Daniel Cardoso Llach et co-commissarié par Theodora Vardouli                                       | Design                         |
|           | ÉCRAN TOTAL                                                                          | 19 mai au 20 juin 2021              | Commissariée par Amandine Alessandra, Marine Baudrillard, Carole Lévesque, Katharina Niemeyer et Magali Uhl         | Art                            |
| 2020-2021 | Devoirs d'architecture. 6 concours d'écoles primaires au Québec                      | 24 septembre au 22 novembre 2020    | Commissariée par Jean-Pierre Chupin et Projet piloté par l'organisme Lab-École                                      | Architecture                   |
|           | Le béton sous toutes ses coutures. Les expérimentations architecturales de Mark West | 20 février au 11 avril 2020         | Commissariée par l'artiste Mark West et co-commissariée avec Louise Pelletier                                       | Architecture                   |
|           | Le design graphique, ça bouge!                                                       | 28 novembre 2019 au 2 février 2020  | Commissariée par Marc H. Choko en collaboration avec Louis-Charles Lasnier                                          | Design graphique               |
| 2019-2020 | Entre-deux: une architecture de la résonance                                         | 3 octobre au 10 novembre 2019       | Commissariée par Pauline Marchetti et Philippe Lupien en collaboration avec Ferrier Marchetti Studio                | Architecture                   |
|           | La précision de la vague                                                             | 7 février au 14 avril 2019          | Chercheur-créateur et commissaire Carole Lévesque                                                                   | Urbanisme et architecture      |
|           | Inventaires urbains                                                                  | 21 au 31 mars 2019                  | Organisée par le Bureau d'étude de pratiques indisciplinées de l'École de design de l'UQAM                          | Urbanisme                      |
|           | Entrer: En interférence                                                              | 4 octobre au 9 décembre 2018        | Commissariée par Audrey Contesse et George Adamczyk en partenariat avec Wallonie-Bruxelles Architecture             | Architecture                   |
|           | L'art de la sérigraphie publicitaire au Québec. Des années 1950 à nos jours.         | 14 septembre au 21 octobre 2018     | Commissariée par Marc H. Choko                                                                                      | Design graphique               |
| 2018-2019 | Non conforme. L'univers underground d'Elzo Durt et de Sébastien Lépine               | 6 au 23 septembre 2018              | Commissariée par Marc H. Choko                                                                                      | Design graphique               |

### 2012-2018 / Börkur Bergmann (dir.)
| Saison    | Titre de l'exposition                                                         | Année                               | Commissaire / Production | Sujet                             |
| --------- | ----------------------------------------------------------------------------- | ----------------------------------- | --- | --------------------------------- |
|           | Foster + Partners pour les gens - Pour la terre/ Fostering Society            | 8 février au 15 avril 2018          | Commissariée par Börkur Bergmann | Architecture                      |
| 2017-2018 | Montréal et le rêve géodésique                                                | 21 septembre au 10 décembre 2017    | Commissariée par Cammie McAtee + co-commissariée par Carlo Carbone et Réjean Legault. Scénographiée par Marie-Pier Bourdages et Sébastien Daigle sous la direction de Georges Labrecque                                                       | Design industriel et architecture |
|           | Habitat 67 vers l'avenir                                                      | 1er juin au 13 août 2017            | Commissariée par Donald Albrecht sous la direction de Patrick Evans | Architecture                      |
|           | Heinz Waibl. Le voyage créatif                                                | 23 février au 9 avril 2017          | Commissariée par Nicoletta Ossanna Cavadini, directrice du m.a.x. museo et Alessandro Colizzi en collaboration avec le Centre culturel de Chiasso, le m.a.x. museo et l'Institut italien de culture de Montréal                               | Design graphique                  |
|           | Notes Vagabondes: Nelu Wolfensohn                                             | 17 novembre au 16 décembre 2016     | Commissariée par Jocelyne Leboeuf, professeure à l'École de design de Nantes Atlantique en collaboration avec l'École de design de l'UQAM | Design graphique                  |
| 2016-2017 | Le tout et la partie. Michèle Lemieux, du dessin au film d'animation          | 22 septembre au 6 novembre 2016     | Commissariée par Angela Grauerholz | Design graphique                  |
|           | Papineau Gérin-Lajoie le Blanc: Une architecture du Québec moderne, 1958-1974 | 12 novembre au 6 décembre 2015      | Commissariée par Börkur Bergmann | Architecture                      |
| 2015-2016 | Arthur Erickson. Lignes topographiques / Site Lines                           | 17 septembre au 18 octobre 2015     | Commissariée par Cammie McAtee et scénographiée par Georges Labrecque | Architecture                      |
|           | 24h dans la vie d'un coucou suisse                                            | 19 février au 12 avril 2015         | Réalisée par HEAD - GENÈVE // Imaginée par Claudio Colucci // Dirigée par Alexandra Midal. En collaboration avec le consulat général de Suisse à Montréal                                                                                     |                                   |
|           | L'objet japonais: Panorama du design contemporain au Japon                    | 20 novembre 2014 au 18 janvier 2015 | Produite par la Japan Foundation et commissariée par Hiroshi Kashiwagi | Design industriel                 |
|           | PACKPLAY                                                                      | 11 septembre au 2 novembre 2014     | Commissariée par Sylvain Allard | Design graphique                  |
| 2014-2015 | Alferd en liberté                                                             | 5 juin au 27 juillet 2014           | Commissariée par Marc H. Choko | Design graphique                  |
|           | L’œuvre de Glenn Murcutt - Architecture du lieu                               | 6 février au 13 avril 2014          | Produite par la Fondation australienne de l'architecture | Architecture                      |
|           | La chose imprimée                                                             | 22 au 25 janvier 2014               | Organisée par Judith Poirier et Angela Grauerholz | Design graphique                  |
|           | L'intangible en tant que matière: créations vestimentaires de Ying Gao        | 14 novembre au 15 décembre 2013     | Commissariée par Renee Baert | Design de mode                    |
| 2013-2014 | Gros plan: l'art de l'affiche de Michel Bouvet                                | 12 septembre au 3 novembre 2013     | Commissariée par Marc H. Choko et scénogrpahiée par Georges Labrecque | Design graphique                  |
|           | 16 affichistes célèbrent: publicité sauvage                                   | 6 novembre 2012 au 27 août 2013     | Commissariée par Marc H. Choko | Design graphique                  |
|           | RVTR Infra- Eco- Logi- Urbanisme                                              | 7 février au 14 avril 2013          | Commissariée par Geoffrey Thün, Kathy Velikov et Colin Ripley | Architecture / Urbanisme          |
|           | Création en temps de crise sociale                                            | 22 novembre au 9 décembre 2012      | Commissariée Frédéric Metz | Design graphique                  |
| 2012-2013 | Être et transmettre, Michel W. Kagan, Architecte et Pédagogue                 | 4 octobre au 11 novembre 2012       | Réalisée par Nathalie Régnier Kagan et Nancy Ottaviano en collaboration avec le service de Coopération et d'Action culturelle du Consulat Général de France à Québec, le Laboration d'étude Potentielle (LEAP) et l'École de design de l'UQAM | Architecture                      |

### 2008-2012 /Angela Grauerholz(dir.)
| Saison    | Titre de l'exposition                                                   | Année                                | Commissaire / Production | Sujet                    |
| --------- | ----------------------------------------------------------------------- | ------------------------------------ | --- | ------------------------ |
|           | Émergences: territoire et architectonique                               | 16 février au 15 avril 2012          | Commissariée Börkur Bergmann | Architecture / Urbanisme |
|           | Norman Slater \| Leçons de design                                       | 24 novembre 2011 au 29 janvier 2012  | Commissariée par Réjean legault                                                                                                 | Design industriel        |
| 2011-2012 | Expo Lino                                                               | 30 août au 30 octobre 2011           | Commissariée par Marc H. Choko                                                                                                  | Design design            |
|           | CODE                                                                    | 2 au 26 juin 2011                    | Réalisée en collaboration avec Design Montréal                                                                                  | Design graphique         |
|           | High Performance                                                        | 10 février au 17 avril 2011          | Commissairiée par Greg Bellerby+ Produite par la Charles H. Scott Gallery - Emily Carr University of Art + Design               | Design industriel        |
|           | Cultiver son jardin / Minding the garden                                | 11 novembre 2010 au 16 janvier 2011  | Commissariée par Emmanuelle Viera + conception du jardin par BGL                                                                | Urbanisme                |
| 2010-2011 | Exemplaire                                                              | 15 septembre au 3 octobre 2010       | Comité de sélection Sylvain Allard, Angela Grauerholz et Louise Pelletier + Muséographie par Georges Labrecque                  | Design                   |
|           | Penser tout haut: faire l'architecture                                  | 11 février au 18 avril 2010          | Commissariée par Céline Poisson                                                                                                 | Architecture             |
| 2009-2010 | Déploiement du « Modèle d'une expansion intérieure ». Rodney Latourelle | 17 septembre 2009 au 24 janvier 2010 | Installation in situ produite par Rodney LaTourelle                                                                             | Art                      |
|           | La typographie animée                                                   | 12 mars au 19 avril 2009             | Conçue Philippe Apeloig & Judith Poirier                                                                                        | Design graphique         |
|           | Paris - Design en mutation                                              | 16 janvier au 1er mars 2009          | Commissariée par Michel Bouisson + réalisée en collaboration avec l'Atelier louis-Charles Lasnier                               | Design industriel        |
|           | La rue est à nous                                                       | 23 octobre au 14 décembre 2008       | Conçue et réalisée par l’Institut pour la ville en mouvement / PSA Peugeot Citroën + Produite par le Centre de design de l'UQAM | Urbanisme                |
| 2008-2009 | Exister contre les faits                                                | 11 septembre au 12 octobre 2008      | Dirigée par Angela Grauerholz + scénographiée par Georges Labrecque                                                             | Architecture / Art       |

### 2002-2008 /Marc H. Choko(dir.)
| Saison    | Titre de l'exposition                                                                              | Année                                          | Commissaire / Production | Sujet                                               |
| --------- | -------------------------------------------------------------------------------------------------- | ---------------------------------------------- | --- | --------------------------------------------------- |
|           | Yokoo Tadanori Affichiste                                                                          | 13 mars au 13 avril 2008                       | Dirigée par Marc H. Choko en la collaboration de la Japan Foundation de Toronto + scénographié par Georges Labrecque                                                                                       | Design graphique                                    |
|           | H20                                                                                                | 17 janvier au 2 mars 2008                      | Commissariée par Arch. Roberto Marcatti + Scénographiée par Georges Labrecque | Architecture / Design industriel                    |
|           | Québec en design                                                                                   | 8 novembre au 16 décembre 2007                 | Commissariée par Paul Bourassa et Marc H. Choko + Scénographiée par Georges Labrecque | Design industriel / Design graphique                |
| 2007-2008 | 70 architectes : sur l'éthique et la poétique                                                      | 20 septembre au 21 octobre 2007                | Commissariée par Louise Pelletier & Alberto Pérez-Gómez | Architecture                                        |
|           | BROSSE                                                                                             | 1er mars au 8 avril 2007                       | Dirigée par Marc H. Choko | Design industriel                                   |
|           | LES PRIX GRAFIKA – 10 ans de graphisme au Québec                                                   | 18 janvier - 18 février 2007                   | Commissariée par Patrick Lesort & Marc H. Choko | Design graphique                                    |
|           | Concours d'architecture et imaginaire territorial : Les projets culturels au Québec de 1991 à 2005 | 9 novembre au 17 décembre 2006                 | Commissariée par Denis Bilodeau + Scénographiée par Georges Labrecque + Dirigée par Marc H. Choko | Architecture                                        |
| 2006-2007 | DESIGN VLAANDEREN                                                                                  | 14 septembre au 22 octobre 2006                | Produite par Design Vlaanderen + Dirigée par Johan Valcke | Design industriel                                   |
|           | Vodka/Tequila                                                                                      | 9 mars au 16 avril 2006                        | Commissariée Alain Le Quernec + Organisée par la Ville d’Échirolles + Produite par le Centre du Graphisme et de la Communication visuelle d’echirolles,                                                    | Design graphique                                    |
|           | Design Made in Africa                                                                              | 12 janvier au 26 février 2006                  | Une initiative de l'Association française d'action artistique (AFAA) et de la Ville de Saint-Étienne + sous la direction du designer malien Cheik Diallo.                                                  | Design industriel                                   |
|           | Le Monde d’Alfred                                                                                  | 24 novembre au 18 décembre 2005                | Commissariée par Marc H. Choko + Produite par le Centre de design de l'UQAM | Design graphique                                    |
|           | Saucier + Perrotte architectes: Objets trouvés - Oggetti Trovati                                   | 20 octobre au 13 novembre 2005                 | | Architecture                                        |
| 2005-2006 | Tel Aviv, la ville blanche                                                                         | 9 septembre au 9 octobre 2005                  | Commissariée par Nitza Szmuk et Marc H. Choko | Architecture                                        |
|           | Raymond Savignac affichiste – Ça c’est de la pub!                                                  | 24 février au 10 avril 2005                    | Produite par la Bibliothèque Forney à Paris + Commissariée par Anne-Claude Lelieur & Thierry Devynck. | Design graphique                                    |
|           | Main Design 04 – Le design contemporain au Québec                                                  | 13 janvier au 13 février 2005 *Hors les murs   | Produite en collaboration avec Sylvie Berkowitz d'Émission D + Commissariée par Marc H. Choko + Scénographiée par Georges Labrecque et Francis Rollin                                                      | Architecture / Design industriel / Design graphique |
|           | Bryan MacKay-Lyons architecte                                                                      | 18 novembre au 19 décembre 2004                | Produite par Bryan MacKay-Lyons | Architecture                                        |
| 2004-2005 | Intégral Ruedi Baur & associés – Quotidien visuel – Phase 5                                        | 23 septembre au 7 novembre 2004                | | Design graphique                                    |
|           | Cintres                                                                                            | 15 janvier au 29 février 2004                  | | Design industriel                                   |
|           | 3 écoles de design                                                                                 | 13 novembre au 14 décembre 2003 *Hors les murs | Collaboration entre École Régionale des Beaux-Arts de Saint-Étienne, France Rhode Island School of Design, Providence, États-Unis & École de design de l’UQAM                                              | Design industriel                                   |
| 2003-2004 | Alvaro Siza, architecte:Projets 1961-1999                                                          | 18 septembre au 2 novembre 2003                | Produite par le Centre en collaboration avec le Consulat général du Portugal à Montréal + Commissariée par Börkur Bergmann en collaboration avec Carlos Castanheira.                                       | Architecture                                        |
|           | Compasso d'oro: les prix du design italien de 1954 à 1998                                          | 23 janvier au 2 mars 2003                      | Collaboration avec l'Institut culturel italien de Montréal | Design industriel                                   |
|           | Massin in continuo, un dictionnaire                                                                | 7 novembre au 15 décembre 2002                 | Commissariée par Laetitia Wolff/futureflair + réalisée par Herb Lubalin Study Center of Design and Typography de la Cooper Union Schoolof Art en collaboration avec le Consulat général de France à Québec | Design graphique                                    |
| 2002-2003 | L'architecture de Smith-Miller + Hawkinson -De l'objet au territoire-                              | 19 septembre au 27 octobre 2002                | Commissariée par Börkur Bergmann + scénographiée par Francis Rollin | Architecture                                        |

### 2001-2002 / France Vanlaethem (dir.)
| Saison    | Titre de l'exposition                                               | Année                          | Commissaire / Production                                                            | Sujet             |
| --------- | ------------------------------------------------------------------- | ------------------------------ | ----------------------------------------------------------------------------------- | ----------------- |
|           | Arne Jacobsen 1902-1971. Icônes architecturaux et objets quotidiens | 7 mars au 7 avril 2002         | Réalisée par le Centre de design de l'UQAM et l'Institut d'architecture du Danemark | Design industriel |
|           | Jeune Design nordique: Génération X                                 | 24 janvier au 24 février 2002  | Organisée par le Design Forum Finland                                               | Design industriel |
|           | Manipulations - Nelu Wolfensohn                                     | 22 novembre au 9 décembre 2001 | Réalisée par Nelu Wolfensohn                                                        | Design graphique  |
|           | Atmosphère                                                          | 18 octobre au 11 novembre 2001 | Réalisée par le Centre de design de l'UQAM                                          | Mode              |
| 2001-2002 | Design France - Génération 2001                                     | 6 septembre au 11 octobre 2001 | Conçue et réalisée par VIA (Valorisation de l'Innovation dans l'Ameublement)        | Design industriel |

### 1999-2001 /Marc H. Choko(dir.)
| Saison    | Titre de l'exposition                                                             | Année                           | Commissaire / Production                                                                             | Sujet             |
| --------- | --------------------------------------------------------------------------------- | ------------------------------- | --- | ----------------- |
|           | L'affiche chinoise, 1921-2001                                                     | 8 mars au 8 avril 2001          | Conçue et réalisée par le Centre de design                                                           | Design graphique  |
|           | Le nouveau Montréal, projets urbains marquants dans le Vieux-Montréal             | 25 janvier au 25 février 2001   | | Urbanisme         |
|           | Studio Dumbar                                                                     | 19 octobre au 10 décembre 2000  | Présentée par la Société des designers graphique du Québec en collaboration avec le Centre de design | Design graphique  |
| 2000-2001 | Geneviève Sevin-Doering, Rosie Godbout: Formes et matières. Un vêtement autre     | 14 septembre au 8 octobre 2000  | Réalisée par le Centre de design en collaboration avec l'École supérieur de mode de l'UQAM           | Mode              |
|           | Shigeo Fukuda. Magicien de l'affiche                                              | 9 mars au 9 avril 2000          | Réalisée par The Japan Foundation                                                                    | Design graphique  |
|           | Designland. Panorama du design actuel.                                            | 27 janvier au 27 février 2000   | Réalisée par le Centre de design                                                                     | Design industriel |
|           | Rencontres. Le paradoxe vernaculaire de l'architecture israélienne                | 25 novembre au 19 décembre 1999 | Réalisée par le Centre en collaboration avec le consulat général d'Israël à Montréal                 | Architecture      |
|           | Sound Blast: palmarès                                                             | 21 octobre au 14 novembre 1999  | Œuvres sélectionnées par l'american Institute of Graphics Arts                                       | Design graphique  |
| 1999-2000 | Dom Bellot: moine et architecte. Son œuvre européen et ses réalisations au Québec | 16 septembre au 10 octobre 1999 | Réalisée par Centre de design                                                                        | Architecture      |

### 1993-1999 / Georges Adamczyk (dir.)
| Saison    | Titre de l'exposition                                                                        | Année                           | Commissaire / Production | Sujet                             |
| --------- | -------------------------------------------------------------------------------------------- | ------------------------------- | --- | --------------------------------- |
|           | Armatures: Pierre Leclerc, Philippe Lupien & Nicolas Reeves                                  | 25 mars au 11 avril 1999        | Réalisée par le Centre de design | Architecture                      |
|           | Opération [Interface]. Concours franco-québécois.                                            | 9 mars au 19 mars 1999          | Collaboration entre Z1, l'IFYA, le CCA, l'IFA, le Centre de design de l'UQAM, Kubos org, le Conseil des arts et des lettres du Québec et Solotech                                                                                         | Architecture                      |
|           | Rétrospective. Roger Pfund, travaux                                                          | 14 janvier au 21 février 1999   | Présentée dans le cadre de la première Biennale de design graphique du Québec + Organisée par la Société des designers graphiques du Québec                                                                                               | design graphique                  |
|           | Constructions ordinaires. Peter Cardew, architecte & La grande étagères (objets trouvés)     | 18 novembre au 13 décembre 1998 | Peter Carew: Commissariée par Elizabeth Shotton + réalisée par Charles H. Scott Gallery du Emly Carr Institute of Art and Design . Étagère: Conçue et réalisée par l'IFYA-France (Fprum mondial des jeunes architectes-section française) | Architecture                      |
|           | Charette du CCA 1998: Surface pour quatre saisons/ A place in the Public Eye                 | 27 octobre au 1er novembre 1998 | Réalisée par les étudiants et les stagiaires des écoles d'architectures, de design, d'urbanisme et d'architecture du paysage de l'Université de Montréal, McGill, Concordia, du Québec à Montréal, Laval et Carlton.                      | Architecture                      |
| 1998-1999 | Cyber-espace et théories émergentes                                                          | 27 août au 18 octobre 1998      | Transarchitecture02: Commissariée par Odile Filion et Michel Vienne Transarchitecture03: Commissariée par Michel Vienne Une École pour le XXIe siècle - Le Fresnoy: Commissariée par Serge Belet                                          | architecture                      |
|           | La vallée. Trois Essais sur la paroi Noble                                                   | 2 au 26 avril 1998              | Conçue par Börkur Bergmann | Architecture                      |
|           | Montréal 5. Portraits de cinq designers montréalais                                          | 12 février au 15 mars 1998      | Réalisée en collaboration avec le Commissariat au design de la Ville de Montréal | Design industriel                 |
|           | Design: Pierre Neumann - Architecture: Henri Ciriani                                         | 6 novembre au 14 décembre 1997  | | Architecture & Design graphique   |
| 1997-1998 | Concours d'architecture - Maisons Smith et Hazeur                                            | 25 septembre au 12 octobre 1997 | Réalisée avec la collaboration du ministère de la Culture et des Communications du Québec et de la SODEC | Architecture                      |
|           | Lina Bo Bardi, 1914-1992. Architecture, design et scénographie                               | 29 mai au 29 juin 1997          | Produite par l'Institut Lina Bo et O.M Bardi, Sao Paulo, Brésil + Commissariée par Eduardo Aquino à Montréal | Architecture                      |
|           | Re(f)use. Recyclage et design                                                                | 20 février au 6 avril 1997      | Organisée par la Arango Design Foundation | Design industriel                 |
|           | Construire la ville (1995-1996). Projet d'architecture urbaine                               | 16 janvier au 9 février 1997    | Projets présentés réalisés par le Groupe de recherche en architecture urbaine de l'Université de Montréal | Architecture & Urbanisme          |
|           | V.I.A. « Le Paris des créateurs » 1996                                                       | 22 novembre au 22 décembre 1996 | Conçue et réalisée par V.I.A. en partenariat avec la Ville de Paris | Design industriel                 |
| 1996-1997 | Affiches de Cuba 1959-1996                                                                   | 19 septembre au 27 octobre 1996 | Commissariée par Raymond Vézina | Design graphique                  |
|           | Voyagements... voyageries: J.F. Potvin & Miracles sur Beaubien                               | 25 mai au 9 juin 1996           | Organisée en collaboration avec le SIDIM (Salon international du design d'intéreieur de Montréal) | Architecture & Art                |
|           | Connaître Le Corbusier                                                                       | 21 mars au 6 avril 1996         | | Architecture                      |
|           | 100 meilleurs affiches d'Europe et des États-Unis, 1945-1990                                 | 15 février au 10 mars 1996      | | Design graphique                  |
|           | Hal Ingberg, Prix de Rome du Canada 1993-1994. Topograhies de l'anomalie et de l'indéterminé | 18 janvier au 4 février 1996    | | Architecture                      |
| 1995-1996 | Design Now, le design au Pays-Bas                                                            | 16 novembre au 17 décembre 1995 | | Design industriel                 |
|           | Nouveaux logements à Vienne (New Housing in Vienna)                                          | 19 janvier au 26 février 1995   | Présentée avec le soutien de l'Ambassade d'Autriche | Architecture                      |
|           | Paris, la ville et ses projets                                                               | 25 novembre au 18 décembre 1994 | Préparée par le Pavillon de l'Arsenal, Centre d'information, de documentation et d'exposition d'urbanisme et d'architecture de la Ville de paRIS                                                                                          | Architecture & Urbanisme          |
|           | Projet de la charrette interuniversitaire du CCA. Secteur de l'échangeur du Parc-des-Pins    | 26 octobre 1u 6 novembre 1995   | | Urbanisme                         |
| 1994-1995 | Typomondo: la lettre dans tous ses états                                                     | 15 septembre au 23 octobre 1994 | Présentée par les maîtres typographes Zibra et le Centre de design de l'UQAM | Design graphique                  |
|           | L'art nouveau: architecture et design à Bruxelles                                            | 17 mars au 10 avril 1994        | Exposition de photographies de Christine Bastin et Jacques Evrard | Architecture et Design industriel |
|           | Luigi Snozzi. Constructions et projets, 1972-1992                                            | 20 janvier au 20 février 1994   | Réalisée par le Centre de design | Architecture                      |
|           | Michel Dallaire: la beauté des formes utiles                                                 | 6 novembre au 12 décembre 1993  | Réalisée par le Centre avec la collaboration de l'Association des designers industriels du Québec (ADIQ) | Design industriel                 |
| 1993-1994 | Gottschalk + Ash International                                                               | 30 septembre au 24 octobre 1993 | | Design graphique                  |

### 1987-1993 /Frédéric Metz(dir.)
| Saison    | Titre de l'exposition                                                                          | Année                           | Commissaire / Production | Sujet                                      |
| --------- | ---------------------------------------------------------------------------------------------- | ------------------------------- | --- | ------------------------------------------ |
|           | Lumbago (Studio) fait les murs à l'UQAM                                                        | 27 mai au 27 juin 1993          | Réalisée par le Centre de Design | Design graphique                           |
|           | Rétrospective - Étienne Delessert - Du fantastique au réel                                     | 4 mars au 11 avril 1993         | Réalisée et conçue par le Centre de design de l'UQAM en collaboration avec le Palazzo delle Esposizioni de la Ville de Rome et le Musée des Arts décoratifs de Lausanne. | Design graphique                           |
|           | 100 affiches japonaises, de 1945 à nos jours                                                   | 14 janvier au 21 février 1993   | Réalisée par le Centre de design | Design graphique                           |
|           | MIT à l'UQAM: 30 ans d'affiches                                                                | 5 novembre au 13 décembre 1992  | Réalisée par le Centre avec la collection d'affiches de Jacqueline Casey | Design graphique                           |
| 1992-1993 | Cinq créateurs français à Montréal: Soumission de projets d'aménagement de la Place d'Youville | 24 septembre au 25 octobre 1992 | Organisée par l'Association Française d'Action Artistique | Urbanisme                                  |
|           | Montréal en projet: Dix années d'architecture urbaine                                          | 21 mai au 28 juin 1992          | Réalisée par l'Unité d'architecture urbaine de l'École d'architecture de l'Université de Montréal en collaboration avec le Centre de design. Conservateur de l'exposition: Melvin Charney, Alan Knight et Irena Latek | Architecture                               |
|           | 1000 symboles du Québec: l'image de nos entreprises                                            | 27 février au 5 avril 1992      | Réalisée par Frédéric Metz | Design graphique                           |
|           | Book Show / AIGA                                                                               | 16 janvier au 16 février 1992   | Conçue avec la sélection annuelle du livre de l'American Institute of graphic arts (AIGA) | Design graphique                           |
|           | Les années concours                                                                            | 26 septembre au 3 novembre 1991 | Initiée par les architectes Katrine Chassaing, Cécile Subra et Patrick Malard | Architecture                               |
| 1991-1992 | 100 affiches performantes                                                                      | 29 août au 22 septembre 1991    | Réalisée et conçue par Frédéric Metz | Design graphique                           |
|           | Le concours vert                                                                               | 23 mai au 23 juin 1991          | Dans le cadre du concours vert et de la remise de la bourse Sico | Design industriel, Design graphique et Art |
|           | Type Director's Club 35-36                                                                     | 7 mars au 7 avril 1991          | Réalisée par le Type Directors Club de New York | Design graphique                           |
|           | La tradition expérimentale: vingt-cinq ans de concours d'architecture américains               | 17 janvier au 24 février 1991   | Réalisée par l'Architectural League de New York en collaboration avec la revue Architectures Québec | Architecture                               |
| 1990-1991 | 100 ans d'affiches d'automobile                                                                | 13 septembre au 21 octobre 1990 | Réalisée par Adrien Maeght avec la collaboration de Dominique P. Dubarry | Design graphique                           |
|           | Architecte du Québec: Dan S. Hanganu                                                           | 31 mai au 8 juillet 1990        | | Architecture                               |
|           | Plakate                                                                                        | 22 février au 8 avril 1990      | Réalisée par le Centre de design de l'UQAM en collaboration avec Consulat général de Suisse | Design graphique                           |
|           | La Manzana (L'îlot)                                                                            | 11 janvier au 11 février 1990   | Réalisée par le Centre de design de l'UQAM | Architecture                               |
|           | Affiches de Mieczyslaw Gorowski                                                                | 26 octobre au 3 décembre 1989   | Réalisée par le Centre de design de l'UQAM, Mise en espace par Rudy VereistInitiative d'Alfred Halasa | Design graphique                           |
| 1989-1990 | Photo Pub                                                                                      | 7 septembre au 15 octobre 1989  | Réalisée par le Centre de design de l'UQAM | Design graphique                           |
|           | Gaetano Pesce: produire industriellement la différence                                         | 5 mai au 4 juin 1989            | Réalisée par le Centre de design avec conservatrice invitée France Vanlaethem, mise en espace par Rudy Vereist et Georges Labrecque et la collaboration de Cassina Château d'aujourd'hui, l'Association des fabricants de meumbles du Québec, de Steelcase Design Partnership de New York et l'Institut culturel italien de Montréal | Design industriel                          |
|           | Werner Jeker                                                                                   | 23 mars au 16 avril 1989        | Réalisée par le Centre de design | Design graphique                           |
|           | The Art Director's Club de New York                                                            | 12 janvier au 5 février 1989    | Réalisée par le Type Directors Club de New York | Design graphique                           |
|           | Créer dans le créé: Architecture contemporaine dans les bâtiments anciens                      | 17 novembre au 18 décembre 1988 | Coproduite par la Section Française de l'Icomos et le Centre de création industrielle du Centre d'Art et de Culture Georges Pompidou | Architecture                               |
|           | L'affiche au Canadien Pacifique, 1883-1963                                                     | 13 octobre au 6 novembre 1988   | Lancement du livre Canadien Pacifique publié par éditions Méridien, auteur Marc H.Choko et David L. Jones | Design graphique                           |
| 1988-1989 | Louis Silverstein: Le graphisme au New York Times, 1952-1986                                   | 8 septembre au 2 octobre 1988   | Réalisée par le Herb Lubalin Center of Design and Typography en collaboration avec la Cooper Union for the advancement of Science and Art, New York | Design graphique                           |
|           | IBA/ Berlin                                                                                    |                                 | | Architecture et Urbanisme                  |
|           | Graphisme suisse: Armin Hofmann et l'école de Bâle. 1946-1986                                  |                                 | | Design graphique                           |
|           | De Nieuwe: affiches contemporaines hollandaises                                                | 14 janvier au 7 février 1988    | Réalisée par Doug Kisor avec la collaboration du Michigan Council for the Arts et l'Eastern Michigan University | Design graphique                           |
| 1987-1988 | Keiichi Tahara: Regards photographiques sur l'architecture de fin de siècle                    | 5 novembre au 20 décembre 1987  | Conçue et réalisée par Keiichi Tahara en collaboration avec les Éditions Kodansha | Architecture et Art                        |

### 1986-1987 / Jean-Louis Robillard (dir.)
| Saison    | Titre de l'exposition                                   | Année                           | Commissaire / Production | Sujet            |
| --------- | ------------------------------------------------------- | ------------------------------- | --- | ---------------- |
|           | Nouvelles architectures canadiennes                     | 6 mars au 12 avril 1987         | Conçue et réalisée par Andrew Gruft | Architecture     |
|           | Renzo Piano: architecte et ingénieur                    | 22 mai au 28 juin 1987          | Produite par l'atelier PIANO + collaboration de l'Institut culturel italien de Montréal                                                                                      | Architecture     |
|           | Bestiaire                                               | 23 janvier au 22 février 1987   | Produite par module de design graphique de l'UQAM en collaboration avec l'Association des illustrateurs et illustratrices du Québec et la American Institute of Graphic Arts | Design graphique |
|           | Architectures romaines: Carlo Aymonino et Franco Purini | 14 novembre au 7 décembre 1986  | Produite par Francesco + Aldo Piccaluga & Alessandro Sartor en collaboration avec l'Institut culturel italien de Montréal                                                    | Architecture     |
| 1986-1987 | 150 ans de graphisme publicitaire au Québec             | 26 septembre au 2 novembre 1986 | Commissariée par Marc H. Choko et scénographiée par Rudy Verelst | Design graphique |

### 1981-1986 / France Vanlaethem (dir.)
| Saison    | Titre de l'exposition                                                                                              | Année                              | Commissaire / Production | Sujet                             |
| --------- | --- | ---------------------------------- | --- | --------------------------------- |
|           | Francfort, construire en contexte historique: un aperçu sur les activités d'architecture municipale de 1978 à 1984 | 20 février au 23 mars 1986         | Produite par la municipalité de Francfort en collaboration avec l'Institut Goethe de Montréal | Architecture                      |
|           | Tadao Ando: réalisations récentes                                                                                  | 23 janvier au 9 février 1986       | Diffusé par l'Architectural League, New York | Architecture                      |
|           | Bauhaus: enseigner le design                                                                                       | 7 novembre au 15 décembre 1985     | Collaboration avec l'Institut Goethe de Montréal et le département de design de l'UQAM | Architecture/ Urbanisme           |
| 1985-1986 | La chaise, un objet de design ou d'architecture                                                                    | 19 septembre au 27 octobre 1985    | France Vanlaethem (dir.) du centre de création et de diffusion en design de l'UQAM | Design industriel                 |
|           | Kazumasa Nagai | 8 mai au 2 juin 1985               | France Vanlaethem (dir.) du centre de création et de diffusion en design de l'UQAMDans le cadre de Design international '85 | Design Graphique                  |
|           | Les meilleures affiches nord-américaines de 1979 à 1984                                                            | 15 février au 10 mars 1985         | Produite par l'American Institute of Graphic Arts (en), New York | Design graphique                  |
|           | Le shopping bag | 29 novembre au 16 décembre 1984    | Cooper-hewitt smithsonian design museum de New York | Design graphique                  |
|           | Architecture en France                                                                                             | 18 octobre au 18 novembre 1984     | Centre de création industrielle du Centre Georges Pompidou de Paris en collaboration avec l'Institut français d'Architecture et l'Ordre des Architectes de FranceDans le cadre du Mois de l’architecture française et de l'Archifête | Architecture                      |
| 1984-1985 | Architecture autrichienne                                                                                          | 27 septembre au 14 octobre 1984    | Ministère fédéral des Affaires étrangères d'Autriche et Programme international des Musée nationaux du Canada | Architecture                      |
|           | Fraises rouges | 18 février au 4 mars 1984          | Étudiants d'un cours de design graphique : Initiation à l’illustration. sous (dir.) Ghyslaine Fallu. | Design graphique                  |
|           | Lieux urbains. Open Urban Spaces.                                                                                  | 19 janvier au 5 février 1984       | Réalisée par le Smithsonian's Cooper-Hewitt Museum et diffusée par le Smithsonian Institution Traveling Exhibition Service | Urbanisme                         |
|           | Enzo Mari, une évolution progressive                                                                               | 24 novembre au 11 décembre 1983    | Réalisé par le centre avec la collaboration de Koen De Winter, Jean-Louis Robillard et Triède Design inc. | Design industriel                 |
|           | Carlo Scarpa, Architecte vénitien, 1906-1978                                                                       | 3 au 20 novembre 1983              | Collaboration avec l'Open Atelier of Design de New York | Architecture                      |
| 1983-1984 | Médailles en architecture du Gouverneur général du Canada                                                          | 8 au 18 septembre 1983             | Collaboration avec l'Institut Royal d'Architecture du Canada | Architecture                      |
|           | Architectures colombiennes. Alternatives aux modèles internationaux                                                | 19 mai au 5 juin 1983              | Collaboration avec l'École spéciale d'Architecture de Paris | Architecture                      |
|           | Affiches polonaises de puis la Seconde Guerre mondiale                                                             | 24 mars au 10 avril 1983           | Raymond Vézina, conservateur aux Archives publiques du Canada en collaboration avec Alfred Halasa | Design graphique                  |
|           | Graphisme Canadien                                                                                                 | 23 février au 13 mars 1983         | Collaboration avec la Société des Graphistes du Québec | Design graphique                  |
|           | Kazuo Shinohara, architecte japonais                                                                               | 20 janvier au 6 février 1983       | Produite par la SADG, Paris, organisé par The Institut for architecture and Urban Studies et en collaboration avec l'Ordre d'architecture du Québec                                                                                  | Architecture                      |
|           | Le design hollandais pour le secteur public                                                                        | 25 novembre au 19 décembre 1982    | Collaboration avec Ambassade royale des Pays-Bas au Canada | Design industriel et architecture |
|           | Dieter Magnus. L'art de l'environnement contre l'environnement artificiel. Façades, places, paysages               | 4 au 21 novembre 1982              | Collaboration avec Goethe Institut de Montréal | Architecture                      |
| 1982-1983 | Architectes en Suisse, 1970/1980                                                                                   | 16 septembre au 3 octobre 1982     | Ordre des Architectes du Québec et le consulat général de Suisse à Montréal | Architecture                      |
|           | Les meilleurs affiches suisses des années 1976-1980                                                                | 29 avril au 9 mai 1982             | Sélection par le Département fédéral Suisse de l'intérieur | Design graphique                  |
|           | Affiches mexicaines                                                                                                | 8 au 17 avril 1982                 | Collaboration avec Yves Deschamps et Claude Gandelman | Design graphique                  |
| 1981-1982 | Le Werkbund, entre l'Art et l'industrie                                                                            | 2 décembre 1981 au 24 janvier 1982 | La Neue Sammlung de Munich en collaboration avec le Goethe Institut Montréal | Art et design industriel          |

## Direction (2024-1981)
| Direction            | Années de direction   |
| -------------------- | --------------------- |
| Louise Pelletier     | 2018-Présent          |
| Börkur Bergmann      | 2012-2018             |
| Angela Grauerholz    | 2008-2012             |
| Marc H. Choko        | 1999-2001 / 2002-2008 |
| Georges Adamczyk     | 1993-1999             |
| Frédéric Metz        | 1987-1993             |
| Jean-Louis Robillard | 1986-1987             |
| France Vanlaethem    | 1981-1986 / 2001-2002 |

### Liste des publications
- Daniel Rozensztroch & all, Cintres = : Hangers, Paris, édition Le Passage, 2020, 317 pages.
- Marc H. Choko & Hervé Fisher, L e Design graphique, ça bouge!, Montréal, Édition Somme Toute, 2019, 240 pages.
- Cammie McAtee (dir.), Montréal et le rêve géodésique : Jeffrey Lindsay et la Fuller Research Foundation Canadian Division, Halifax, Dalhousie Architectural Press, 2017, 120 pages.
- Börkur Bergmann, Émergences: territoire & architectonique, Montréal, Studio Cube éditeur, 2017, 154 pages.
- Jocelyne Leboeuf (dir.), Notes vagabondes. Métaphores et mémoire dans les affiches de Nelu Wolfensohn, Westmount, Québec, Pour le bien public, 2016, 129 pages.
- Angela Grauerholz & Michèle Lemieux, Michèle Lemieux / Le tout et la partie, du dessin au film d'animation, Montréal, Centre de Design de l'Université du Québec à Montréal, 2016.
- Marc H. Choko, Le monde d’Alfred II. 40 ans d’affiches d’Alfred Halasa, Montréal, Éditions de l’Homme et Infopresse, 2014, 224 pages.
- Marc H. Choko & Lino, Lino, Québec, Alto, 2011, 224 pages.
- Louise Pelletier & Alberto Pérez-Gómez, 70 architect(e)s sur l'éthique et la poétique : 20 ans d'histoire et théorie de l'architecture à l'Université McGill, Montréal, École d'architecture de McGill University, 2007.
- Marc H. Choko, 25 ans de design: Centre de design de l'Université du Québec à Montréal, Montréal, Université du Québec à Montréal, 2006, 399 pages.
- Daniel Rozensztroch & Shiri Slavin, Brosse, New York, Pointed Leaf Press, 2005, 248 pages.
- Gérard Bochud, 1000 symboles du Québec, Sillery, Presses de l'Université du Québec, 1991, 202 pages.
- ARQ: La revue des membres de l'Ordre des architectes du Québec, Montréal, Groupe culturel Préfontaine, février 1991, 40 pages. (publication en lien avec l'exposition La tradition expérimentale)
- Marc H. Choko & David L. Jones, Les affiches du Canadien Pacifique, Montréal, Éditions du Méridien, 1988, 186 pages.
- Conseil international des monuments et des sites, Section française, Créer dans le créé: l'architecture contemporaine dans les bâtiments anciens, Paris, Electa Moniteur, 1986, 238 pages.
- Thomas-Bernard Kenniff & Carole Lévesque (dir.), Inventaires: La documentation comme projet de design, Montréal, Bureau d'études de pratiques interdisciplinaires, École de design de l'UQAM, 2021, 157 pages.